# Parafia Opatrzności Bożej w Kamienicy
Parafia pw. Opatrzności Bożej w Kamienicy – parafia rzymskokatolicka należąca do dekanatu zakroczymskiego, diecezji płockiej, metropolii warszawskiej. 

## Miejsca święte

### Kościół parafialny
Kościół pw. Opatrzności Bożej w Kamienicy